# Зюплинген
Зюплинген (нем. Süpplingen) — община в Германии, в земле Нижняя Саксония.
Входит в состав района Хельмштедт. Подчиняется управлению Норд-Эльм. Население составляет 1700 человек (на 31 декабря 2010 года). Занимает площадь 10,35 км².
| Год  | Население |
| ---- | --------- |
| 1990 | 1920      |
| 1995 | 2085      |
| 2000 | 1996      |
| 2005 | 1873      |
| 2010 | 1720      |